# Astaroth

Astaroth pecsétje

Astaroth (Ashtaroth, Astarot vagy Asteroth) a démonológiában a Pokol egyik trónörököse.

## Eredete

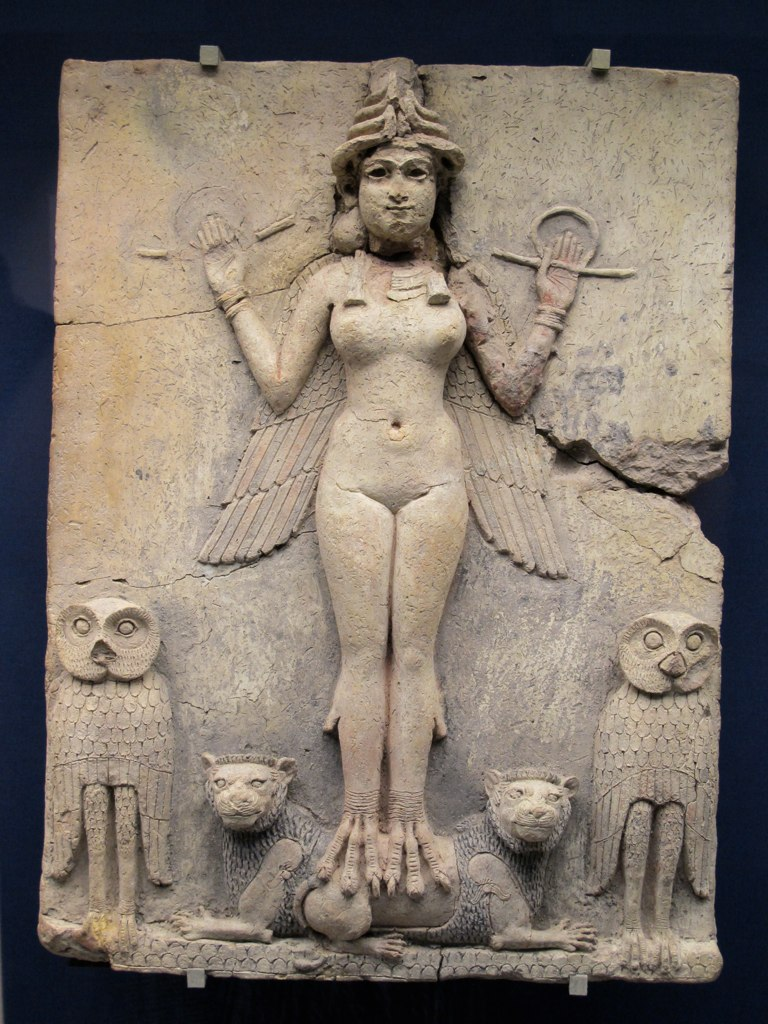
A babiloni Istár istennő

Neve az i. e. 2. évezredi föníciai Astarte istennőtől származik, aki ugyanaz, mint a babiloni Istár és a korábbi sumer Innana. Megemlítik őt a héber nyelvű bibliában az egyes számú Ashtoreth és a többes számú Ashtaroth formában (utalva számtalan szobrára). Ez utóbbit közvetlenül írták át a görög és latin nyelvü bibliákba, így kevésbé nyilvánvaló, hogy ez a héber szó nőnemű, többesszámú alakja.
A héber iratokban említik Astoretként, mint akit Salamon király elkezdett követni feleségei hatására (lásd 1 Királyok 11:4-5; 11:33; 2 Királyok 23:13).
Az "Astaroth"-ot, mint démonnevet először Abramelin könyvéből ismerjük, amely 1458 körül íródott héber nyelven, majd később visszatérő névvé vált okkult grimoárokban a következő évszázadokban. Későbbi kabbalisztikus szövegekben arkdémonként is megjelenik.

## Ábrázolása

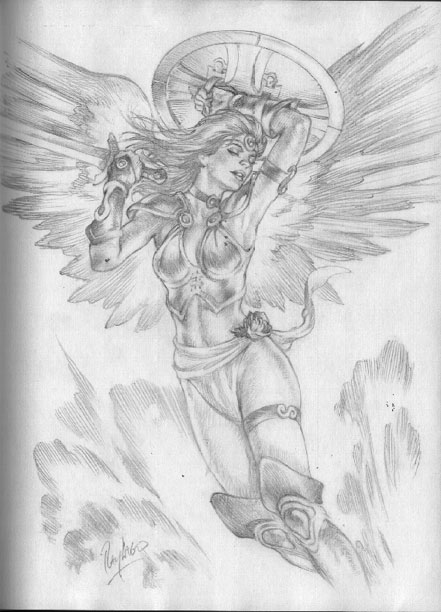
Astaroth egyik ábrázolása

A Salamon kis kulcsai nagyon erős démonnak írja le. A Dictionnaire Infernal című műben meztelenül, koronával, kezében egy kígyóval és egy szárnyas, kígyófarkú, sárkányszerű szörnyetegen ülve ábrázolják.
Sokak szerint matematikai és kézműves tudományokat tanít, láthatatlanná tud tenni, rejtett kincsekhez vezet és megválaszol minden neki feltett kérdést.

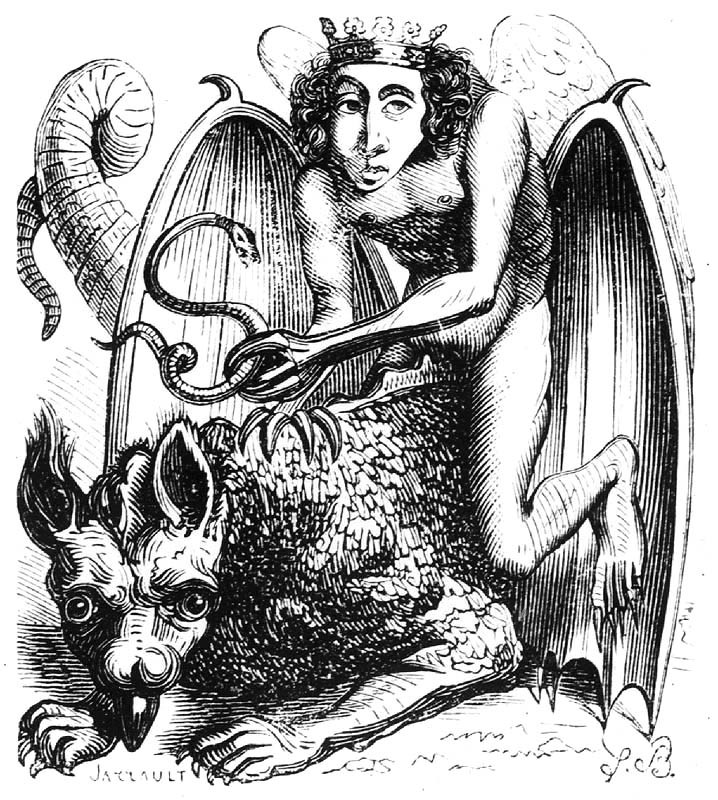
Astaroth ábrázolása a Dictionnaire Infernal-ban

A 29. lélek Astaroth. Ő egy hatalmas, erős herceg és ártó angyalként jelenik meg egy sárkányszerű, pokoli szörnyetegen lovagolva, jobb kezében egy viperával. Semmiképp se engedd közel magadhoz, nehogy kárt tegyen benned ártó lélegzete. A mágus tartsa mágikus gyűrűjét arcához, az megvédi. Igaz válaszokat ad a múltról, jelenről és az eljövendő dolgokról, felfed minden titkot. Ha kívánod, megmutatja, hogyan estek el a szellemek, és saját bukásának okát. Kiváló tudást adhat a férfinak a liberális tudományokról. 40 légiónyi szellem Ura.

## Astaroth, mint a tarot szerzője
Vaillent szerint Ashtarottól származik a tarot. "A nagy Ashtaroth vagy As-Taroth istenség nem más, mint az Indo-Tarter Tan-tara, a Tarot, a Zodiákus."

## Fordítás
Ez a szócikk részben vagy egészben  az   Astaroth című angol Wikipédia-szócikk ezen változatának fordításán alapul.  Az eredeti cikk szerkesztőit annak laptörténete sorolja fel. Ez a jelzés csupán a megfogalmazás eredetét és a szerzői jogokat jelzi, nem szolgál a cikkben szereplő információk forrásmegjelöléseként.